# Florencio Abad
Pour les articles homonymes, voir Abad.
Florencio Barsana Abad (né le 13 juillet 1954) est un avocat et homme politique philippin.